# Muricidae
Los murícidos (Muricidae) son una familia numerosa y variada de gasterópodos depredadores del orden Hypsogastropoda. Gran parte de las especies de esta familia realiza perforaciones en las conchas de sus presas, a través de la cual obtienen su alimento. Como consecuencia, dejan una bioerosión de contorno circular conocida como Oichnus simplex.

## Subfamilias

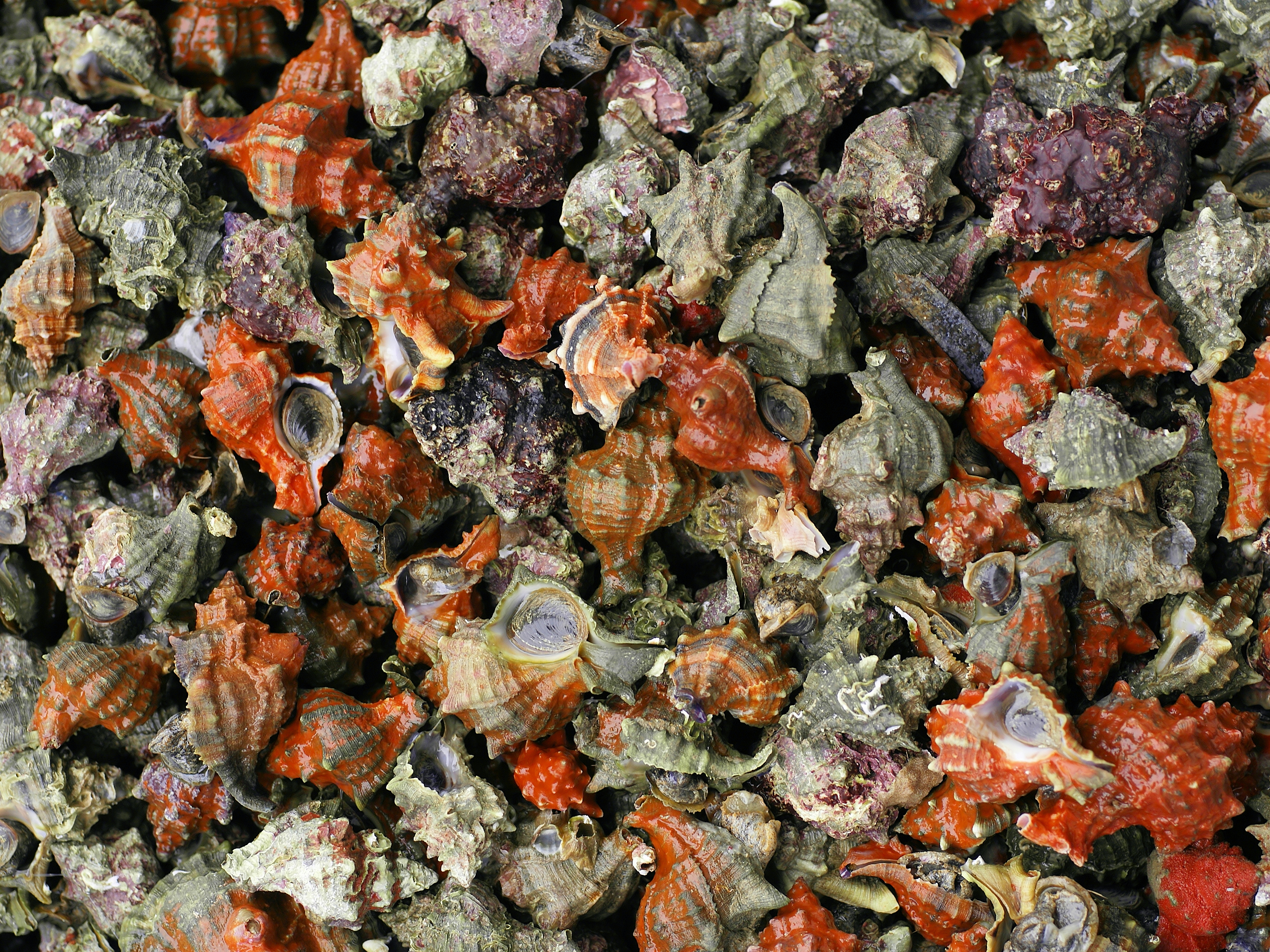
Hexaplex trunculus a la venta en un mercado de España

Según la Taxonomía de Gastropoda (Bouchet & Rocroi, 2005), la familia Muricidae incluye las siguientes subfamilias:
- Coralliophilinae Chenu, 1859 - (syn: Magilidae) Thiele, 1925
- Ergalataxinae Kuroda, Habe & Oyama, 1971
- Haustrinae Tan, 2003
- Muricinae Rafinesque, 1815
- Muricopsinae Radwin & d'Attilio, 1971
- Ocenebrinae Cossmann, 1903
- Rapaninae Gray, 1853 - (syn: Thaididae Jousseaume), 1888
- Tripterotyphinae d'Attilio & Hertz, 1988
- Trophoninae Cossmann, 1903
- Typhinae Cossmann, 1903